# Марлон Гомес
Марлон Гомес Клаудіно (порт.-браз. Marlon Gomes Claudino; 14 грудня 2003, Ріо-де-Жанейро) — бразильський футболіст, півзахисник клубу «Шахтар».

## Клубна кар'єра
Марлон Гомес розпочав займатись футболом в клубі «Новос Талантос», у віці п'яти років, а у 9 років переїхав до «Нова-Іґвасу». З 2017 року перебував у академії «Васко да Гами». 20 липня 2022 року в матчі проти «Ітуано» він дебютував у бразильській Серії B у складі останніх. 13 серпня в поєдинку проти «Томбенсе» Марлон забив свій перший гол за «Васко да Гаму». Загалом забивши 2 голи у 18 іграх того сезону допоміг команді вийти до вищого дивізіону. Після цього 25 квітня 2023 року він продовжив свій контракт з клубом до 2026 року.
У січні 2024 року за 12 млн євро + 4 млн бонусами перейшов у «Шахтар». 
30 березня 2024 року дебютував за Шахтар в офіційному матчі 22-го туру УПЛ з «Оболонню», замінивши Георгія Судакова на 59-й хвилині матчу.
1 травня 2024 року оформив свій перший Хет-трик в кар'єрі у перенесеному матчі 12-го туру УПЛ проти «Чорноморця» (4:1).

## Виступи за збірну
У 2023 році у складі молодіжної збірної Бразилії Гомес став переможцем молодіжного чемпіонату Південної Америки у Колумбії. На турнірі він зіграв у восьми матчах. Цей результат дозволив команді того ж року взяти участь у молодіжному чемпіонаті світу в Аргентині, де бразильці вилетіли у чвертьфіналі. На турнірі він зіграв у всіх п'яти матчах і забив гол у грі групового етапу проти Домініканської Республіки (6:0).

## Досягнення
«Шахтар»
- Чемпіон України: 2023/24
- Володар Кубка України: 2023/24, 2024/25

- Чемпіон молодіжного чемпіонату Південної Америки: 2023

## Особисте життя
Його брат Матеуш Клавдіну також став футболістом.
У 2018 році, невдовзі після переїзду до «Васко да Гами», Марлон у 15-річному віці став батьком доньки Майте.